# Ceropales maculata major
Ceropales maculata major é uma subespécie de insetos himenópteros, mais especificamente de vespas pertencente à família Pompilidae.
A autoridade científica da subespécie é Costa, tendo sido descrita no ano de 1888.
Trata-se de uma subespécie presente no território português.